# Ouverture à la concurrence des transports en commun en Île-de-France
Lire en ligne

LOI no 2009-1503 du 9 décembre 2009 (Légifrance)

L'ouverture à la concurrence des transports en commun en Île-de-France résulte de la loi relative à l'organisation et à la régulation des transports ferroviaires (dite loi ORTF) du 8 décembre 2009. La loi change les rôles et les responsabilités dans l'organisation des transports franciliens ; elle ouvre la voie à l'ouverture à la concurrence et ainsi à la fin du quasi-monopole de la Régie autonome des transports parisiens (RATP).
Sous le contrôle d'Île-de-France Mobilités, autorité organisatrice des transports dans la région, cette ouverture à la concurrence est prévue en plusieurs phases. Elle débute le 1er janvier 2021 par les réseaux de bus de la Grande Couronne, exploités par des transporteurs regroupés dans l'Organisation professionnelle des transports d'Île-de-France (Optile). Les 135 contrats existants vont progressivement laisser place à 39 lots. Vient ensuite la mise en concurrence des lignes du Grand Paris Express en 2024, en 2025 celle des bus à Paris et en Petite Couronne. Entre 2023 et 2032, l'ouverture à la concurrence va concerner les lignes de Transilien, puis de 2025 à 2039 le RER E, en 2030 le tramway, entre 2033 et 2039  le RER C et le RER D et en 2040 le métro de Paris ainsi que les RER A et RER B.

## Genèse de la loi
Depuis le XXe siècle, la Régie autonome des transports parisiens (RATP) est en monopole sur les transports en commun parisiens. Juridiquement, il n'était pas possible de réattribuer l'organisation de ces transports à une autre compagnie. Cependant, depuis une loi de 2007 de l’Union européenne, dite loi « OSP », pour obligation de service public, celle-ci rend possible la mise en concurrence des transports en commun. Bien que non imposé, il devient ainsi possible à l'autorité chargée des transports de mettre ou non en concurrence les réseaux qu'elle organise.
La loi sur l'ouverture à la concurrence des transports en commun en Île-de-France provient de la loi dite « Pacte ferroviaire » du 27 juin 2018. Celle-ci encadre et définit les transports ferroviaires en France.

## Acteurs en jeu
L'ouverture à la concurrence se fait sous l'égide d'Île-de-France Mobilités (IDFM). C'est une autorité organisatrice de mobilité (AOM), chargée de définir la politique de desserte et de tarification des transports de voyageurs. IDFM est ainsi chargée d'imaginer, organiser et financer l'ensemble des transports publics, fédérer l'ensemble des acteurs pour améliorer le service rendu aux voyageurs et commander et piloter les projets du réseau de transports en commun en Île-de-France.
Anciennement dénommée « Syndicat des transports d'Île-de-France » (STIF) de 2000 à 2017, la loi LOM d'orientation sur les mobilités change son statut, et l'organisation dévoilera son nouveau nom dans une conférence le 26 juin 2017, qui accompagne les mutations organisationnelles et met fin à la confusion que le terme syndicat pouvait produire.
Jusqu'à cette mise en concurrence, Île-de-France Mobilités a confié le fonctionnement des réseaux à plusieurs exploitants dont :
- la Régie autonome des transports parisiens (RATP), opérateur historique de service public depuis 1948 ; l'EPIC est responsable de la maintenance et de l'exploitation d'un réseau multimodal parmi les plus denses du monde. Elle agit sur les 16 lignes du métro, la majorité des tramways, les bus situés dans Paris intra-muros, et les RER A et B conjointement avec la SNCF ;
- la Société nationale des chemins de fer français (SNCF), qui assure la maintenance et l'exploitation des lignes de RER et de trains Transilien ;
- les transporteurs membres de l'Organisation professionnelle des transports d'Île-de-France (Optile), association qui regroupe les entreprises privées assurant l'exploitation des lignes de bus et de cars de grande banlieue.

## Modes de transports

### Bus

#### Réseaux de bus de la Grande Couronne

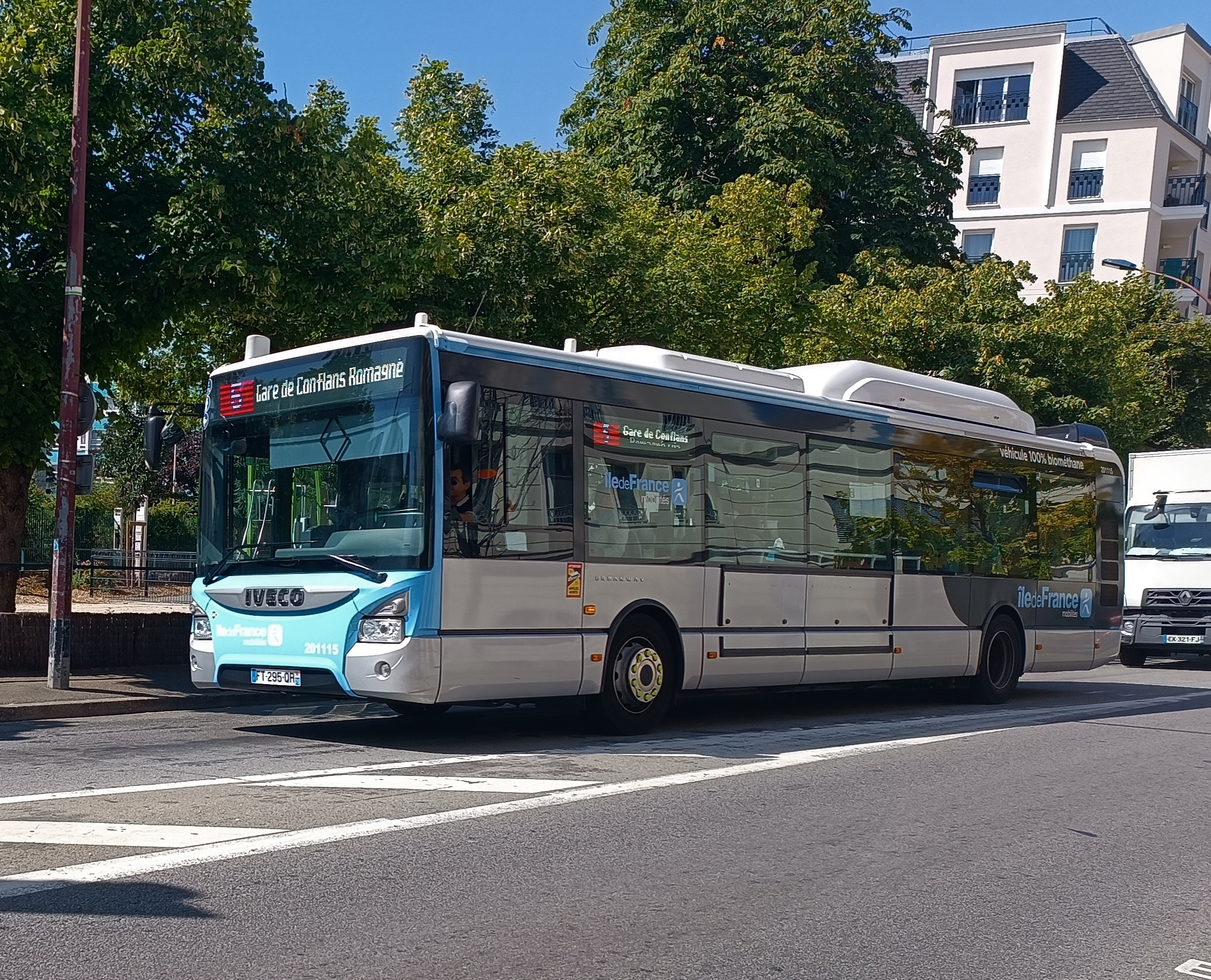
Bus de la ligne 5 de l'ancien réseau de bus de Conflans – Achères avec la livrée Île-de-France Mobilités.

L'ouverture à la concurrence débute le 1er janvier 2021 par les réseaux de la Grande Couronne dont les exploitants sont regroupés dans l'Organisation professionnelle des transports d'Île-de-France (Optile). Les 135 contrats existants vont progressivement laisser place à 39 lots — et à autant de réseaux — attribués ainsi qu'à des appels d'offres qui seront remis en jeu à intervalles réguliers. Île-de-France Mobilités en profite pour uniformiser ces réseaux sous ses seules couleurs, effaçant progressivement les identités visuelles des exploitants (livrées, tenues des conducteurs, information voyageurs, etc.).
La carte des 39 nouveaux périmètres figure sur le site d'Île-de-France Mobilités.
Le 8 juillet 2020, la délégation de service public (DSP) d'exploitation des lignes de bus desservant les agglomérations de Val d'Europe et Marne et Gondoire (Marne-la-Vallée), pour une durée de cinq ans, et la DSP des lignes de bus desservant l'Est de l'agglomération Grand Paris Sud (Sénart), pour une durée de sept ans, ont été attribuées à Transdev. Il les exploitera avec deux nouvelles sociétés (Transdev Marne-la-Vallée et Transdev Sénart) à partir du 1er janvier 2021. À cette même date, Keolis Ouest Val-de-Marne exploitera les lignes du réseau de bus de Seine Grand Orly. Il va aussi exploiter la nouvelle ligne de tramway T9.
Le 11 février 2021, IDFM a attribué les lots 1 (pour une durée de quatre ans) et 5 (pour une durée de sept ans) à Transdev, le lot 35 (pour une durée de huit ans) à RATP Dev et les lots 33 (pour une durée de cinq ans) et 34 (pour une durée de huit ans) à Keolis,.
L'ouverture à la concurrence ne s'est pas faite sans accrocs : ainsi, une dizaine de dépôts de bus de Transdev se sont mis en grève à la rentrée 2021 pour dénoncer des amplitudes de travail qui ont augmenté sans hausse de salaire, situation qui résulte d'un accord-cadre négocié entre Transdev et la CFDT. Le 9 décembre 2021, les appels d'offres pour les contrats des secteurs de Cergy-Pontoise et d'Évry ont été déclarés sans suite et sont relancés début 2022 car IDFM a jugé que les candidats tiraient trop les prix vers le bas. Début 2022 et à l'instar de ceux de Transdev, les conducteurs de Keolis assurant le réseau de bus de Poissy - Les Mureaux se sont eux aussi mis en grève pour dénoncer les conditions de travail et les salaires jugés insuffisants depuis l'ouverture à la concurrence.
Début 2024, le groupement Lacroix & SAVAC, sous la marque Francilité, assure les lignes du réseau de bus Cergy-Pontoise Confluence anciennement exploitées par la STIVO et Transdev Conflans.
L'ouverture à la concurrence s'accompagne à partir de l'été 2023 d'une renumérotation progressive de l'ensemble des 1 500 lignes franciliennes afin de supprimer les doublons et faciliter les recherches d'horaires ; ainsi, les lignes de Petite Couronne auront des numéros de 100 à 499 et celles de grande couronne des numéros de 1100 à 6599.
Ci-dessous, les tableaux listent les nouveaux périmètres attribués, en cours de consultation et à venir :

#### Bus zone RATP
L'ouverture à la concurrence des lignes de la RATP, initialement prévue pour le 1er janvier 2025 devrait être reportée au plus tard au 1er janvier 2027 à la suite de l'adoption d'un projet de loi en commission à l'Assemblée nationale le 11 avril 2023 ; le texte passera devant l'Assemblée en procédure simplifiée le 4 mai 2023 tandis que Valérie Pécresse se dit favorable à un échelonnement de l'attribution des lots,

### Métro

#### Grand Paris Express
Pour la première fois, la RATP n'aura plus le monopole sur le réseau de métro parisien lors de l'ouverture des lignes du Grand paris Express (lignes 14 à 18). Ainsi, Île-de-France Mobilités met en place des appels d'offres pour quatre nouvelles lignes de métros : lignes 15, 16, 17 et 18. Trois transporteurs sont dans les favoris avant les appels d'offres : la RATP, intervenant sous RATP Dev, Keolis et Transdev. La RATP reste cependant propriétaire de ces nouvelles infrastructures, ce qui étonne les concurrents. Ceux-ci soulignent qu'il n'y a pas de sens à séparer les deux de manière opérationnelle.
Le 30 mai 2023, les lignes 16 et 17 sont attribuées à Keolis. Un mois plus tard, à la suite de l'appel d'offre de la ligne 15, le 18 juillet 2023, RATP Dev, associée à Alstom et à ComfortDelGro remporte celui-ci.
Le 18 juin 2024, Île-de-France Mobilités a désigné Keolis comme l'exploitant de la ligne 18 avec une période de pré-exploitation de deux ans à compter d'octobre 2024,.
| Ligne      | Zone desservie                         | Exploitant                                   | Date d'attribution du contrat | Date de démarrage et durée du contrat |
| ---------- | -------------------------------------- | -------------------------------------------- | ----------------------------- | ------------------------------------- |
| (M) · (15) | Noisy - Champs ↔ Pont de Sèvres        | RATP Dev associé à Alstom et Comfort del Gro | 18 juillet 2023               | Fin 2030 (7 ans + 3 ans en option)    |
| (M) · (16) | Noisy - Champs ↔ Saint-Denis Pleyel    | Keolis                                       | 30 mai 2023                   | Fin 2030 (7 ans + 3 ans en option)    |
| (M) · (17) | Le Mesnil-Amelot ↔ Saint-Denis Pleyel  | Keolis                                       | 30 mai 2023                   | Fin 2030 (7 ans + 3 ans en option)    |
| (M) · (18) | Versailles Chantiers ↔ Aéroport d'Orly | Keolis                                       | 18 juin 2024                  |                                       |

#### Autres lignes

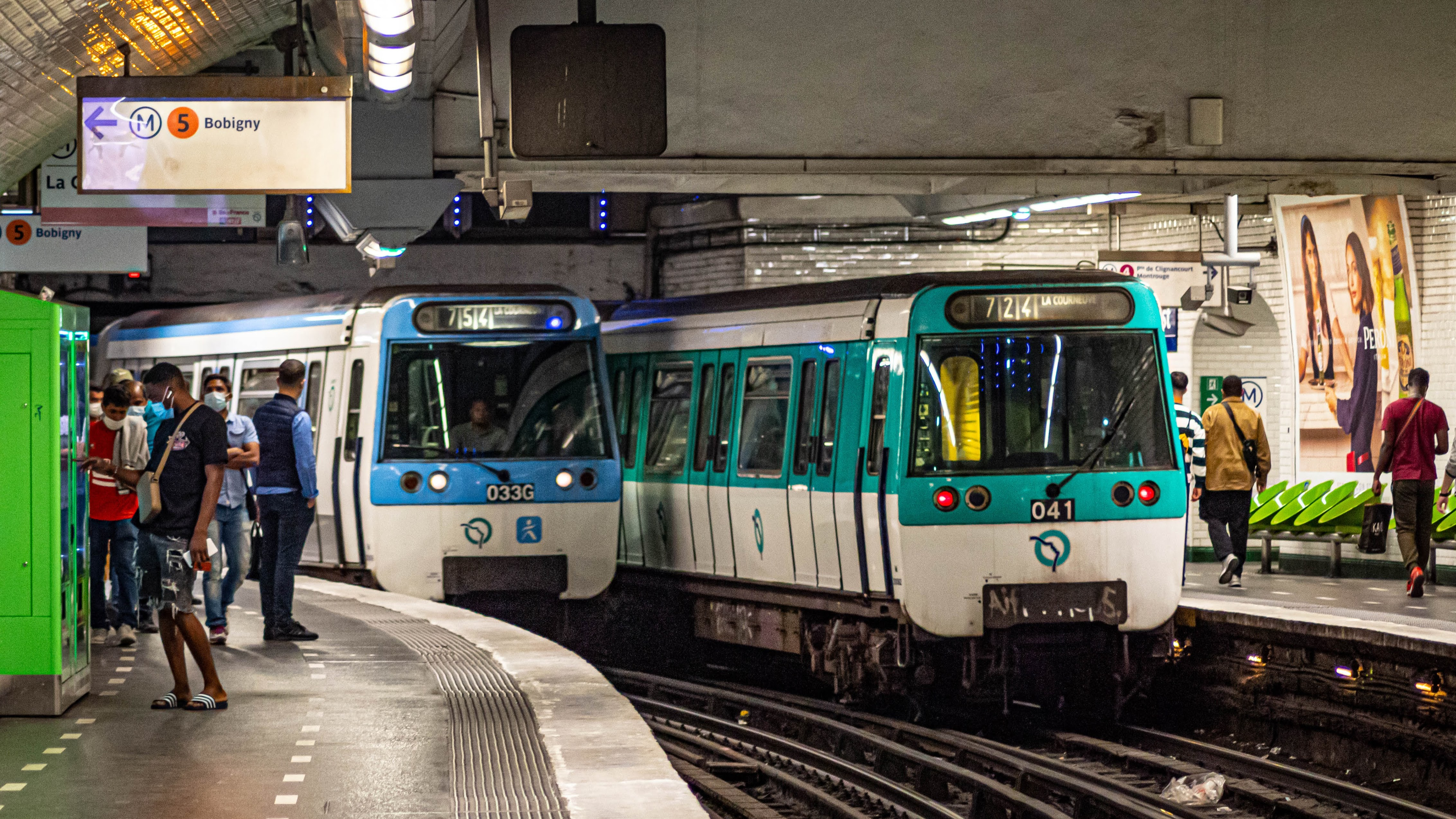
La nouvelle livrée sur la rame de gauche participe à l'unification des revêtements des transports pour faciliter leur mise en concurrence sous bannière neutre.

La mise en concurrence des lignes de métro exploitées par la RATP est prévue à l'horizon 2040.
Les métros aéroportuaires (Orlyval et CDGVAL) ont été financés de manière privée et ont déjà des contrats d'exploitation, raison pour laquelle ces lignes ne sont pas remises en concurrence de suite.
| Ligne        | Parcours                                                                                     | Exploitant originel | Exploitant final                              | Date d'attribution du contrat | Date de démarrage et durée du contrat                     |
| ------------ | -------------------------------------------------------------------------------------------- | ------------------- | --------------------------------------------- | ----------------------------- | --------------------------------------------------------- |
| (M) · (1)    | La Défense ↔ Château de Vincennes                                                            | RATP                |                                               | Horizon 2040                  |                                                           |
| (M) · (2)    | Porte Dauphine ↔ Nation                                                                      | RATP                |                                               | Horizon 2040                  |                                                           |
| (M) · (3)    | Pont de Levallois ↔ Gallieni                                                                 | RATP                |                                               | Horizon 2040                  |                                                           |
| (M) · (3bis) | Gambetta ↔ Porte des Lilas                                                                   | RATP                |                                               | Horizon 2040                  |                                                           |
| (M) · (4)    | Porte de Clignancourt ↔ Bagneux - Lucie Aubrac                                               | RATP                |                                               | Horizon 2040                  |                                                           |
| (M) · (5)    | Bobigny - Pablo Picasso ↔ Place d'Italie                                                     | RATP                |                                               | Horizon 2040                  |                                                           |
| (M) · (6)    | Charles de Gaulle - Étoile ↔ Nation                                                          | RATP                |                                               | Horizon 2040                  |                                                           |
| (M) · (7)    | La Courneuve - 8 Mai 1945 ↔ Villejuif - Louis Aragon / Mairie d'Ivry                         | RATP                |                                               | Horizon 2040                  |                                                           |
| (M) · (7bis) | Louis Blanc ↔ Pré-Saint-Gervais                                                              | RATP                |                                               | Horizon 2040                  |                                                           |
| (M) · (8)    | Balard ↔ (Créteil) Pointe du Lac                                                             | RATP                |                                               | Horizon 2040                  |                                                           |
| (M) · (9)    | Pont de Sèvres ↔ Mairie de Montreuil                                                         | RATP                |                                               | Horizon 2040                  |                                                           |
| (M) · (10)   | Boulogne - Pont de Saint-Cloud ↔ Gare d'Austerlitz                                           | RATP                |                                               | Horizon 2040                  |                                                           |
| (M) · (11)   | Châtelet ↔ Rosny-Bois-Perrier                                                                | RATP                |                                               | Horizon 2040                  |                                                           |
| (M) · (12)   | Mairie d'Aubervilliers ↔ Mairie d'Issy                                                       | RATP                |                                               | Horizon 2040                  |                                                           |
| (M) · (13)   | (Asnières - Gennevilliers) Les Courtilles / Saint-Denis - Université ↔ Châtillon - Montrouge | RATP                |                                               | Horizon 2040                  |                                                           |
| (M) · (14)   | Saint-Denis Pleyel ↔ Aéroport d'Orly                                                         | RATP                |                                               | Horizon 2040                  |                                                           |
| Orlyval      | Antony ↔ Orly 4                                                                              | Société Orlyval     | Orlyval Services SA (RATP Dev 99% et SNCF 1%) | 31 décembre 1992              | Aucun horizon communiqué                                  |
| CDGVAL       | Terminal 1 ↔ Terminal 2 - Gare Satellite S4 ↔ Terminal 2E                                    | Aérosat             | Transdev                                      | Février 2015                  | Juin 2015 (sept ans renouvelable une fois pour trois ans) |

### Ferroviaire (trams-trains, trains et RER)
Des concessions regroupent un lot de lignes. Le lot 1 est composé des lignes T4 et T11 ainsi que la branche Esbly-Crécy de la ligne P (qui deviendra la ligne T14 à l'occasion),. Le lot 2 est composé des lignes T12 et T13. Un lot regroupe les lignes N et U du Transilien. Un lot regroupe les lignes H et K du Transilien.
Dans le calendrier prévisionnel de 2021, l'ouverture à la concurrence des lignes ferroviaire de trams-trains, trains et RER est prévu ainsi, :
| Lot                                | Ligne                                                         | Zone desservie | Exploitant originel | Exploitant final                                                 | Date d'attribution du contrat | Date de démarrage et durée du contrat  |
| ---------------------------------- | ------------------------------------------------------------- | --- | ------------------- | ---------------------------------------------------------------- | ----------------------------- | -------------------------------------- |
| 1                                  | (T) · (4)                                                     | Bondy ↔ Hôpital de Montfermeil / Aulnay-sous-Bois | SNCF                | Stretto (Groupement Keolis - SNCF Voyageurs),                    | 12 octobre 2023               | 22 mars 2025 (7 ans)                   |
| 1                                  | (T) · (11)                                                    | Épinay-sur-Seine ↔ Le Bourget | Transkeo T11        | Stretto (Groupement Keolis - SNCF Voyageurs),                    | 12 octobre 2023               | 22 mars 2025 (7 ans)                   |
| 1                                  | transformée en                                                | Esbly ↔ Crécy-la-Chapelle | SNCF                | Stretto (Groupement Keolis - SNCF Voyageurs),                    | 12 octobre 2023               | 22 mars 2025 (7 ans)                   |
| 2                                  | (T) · (12)                                                    | Évry-Courcouronnes ↔ Massy – Palaiseau | Transkeo T12-T13    | RATP Cap Île-de-France, via sa filiale RATP Cap Arc Sud et Ouest | 18 juin 2024                  | décembre 2025 (8 ans)                  |
| 2                                  | (T) · (13)                                                    | Saint-Germain-en-Laye ↔ Saint-Cyr | Transkeo T12-T13    | RATP Cap Île-de-France, via sa filiale RATP Cap Arc Sud et Ouest | 18 juin 2024                  | décembre 2025 (8 ans)                  |
| 3                                  | Transilien · Ligne L du Transilien                            | Paris-Saint-Lazare ↔ Cergy-le-Haut ↔ Saint-Nom-la-Bretèche ↔ Versailles-Rive-Droite                                                                    | SNCF                | SNCF Voyageurs, via sa filiale SNCF Voyageurs Coeur Ouest IDF    | 20 mai 2025                   | décembre 2026                          |
| 4                                  | Transilien · Ligne J du Transilien                            | Paris-Saint-Lazare ↔ Ermont - Eaubonne ↔ Gisors ↔ Mantes-la-Jolie ↔ Vernon - Giverny                                                                   | SNCF                |                                                                  | Désignation en 2025           | décembre 2026 ou 2027[réf. nécessaire] |
|                                    | Transilien · Ligne U du Transilien                            | La Défense ↔ La Verrière | SNCF                |                                                                  | Désignation en 2025           | décembre 2026                          |
|                                    | Transilien · Ligne R du Transilien                            | Paris-Gare-de-Lyon ↔ Montereau ↔ Montargis ↔ Melun | SNCF                |                                                                  | Désignation en 2025 ou 2026   | décembre 2026 ou 2027                  |
|                                    | Transilien · Ligne P du Transilien                            | Paris-Est ↔ Meaux ↔ La Ferté-Milon ↔ Château-Thierry ↔ Coulommiers ↔ Provins                                                                           | SNCF                |                                                                  | Désignation en 2026           | décembre 2027                          |
|                                    | (RER) · (E)                                                   | Nanterre-La Folie ↔ Chelles - Gournay / Tournan | SNCF                |                                                                  | Désignation en 2026           | décembre 2027                          |
|                                    | Transilien · Ligne N du Transilien                            | Paris-Montparnasse ↔ Mantes-la-Jolie ↔ Plaisir - Grignon ↔ Dreux ↔ Rambouillet                                                                         | SNCF                |                                                                  | Désignation en 2027           | décembre 2028                          |
| Transilien · Ligne V du Transilien | Versailles-Chantiers ↔ Massy - Palaiseau                      | SNCF |                     |                                                                  | Désignation en 2027           | décembre 2028                          |
|                                    | Transilien · Ligne K du Transilien                            | Paris-Nord ↔ Crépy-en-Valois | SNCF                |                                                                  | Désignation en 2027           | décembre 2028                          |
| Transilien · Ligne H du Transilien | Paris-Nord ↔ Luzarches ↔ Pontoise ↔ Persan - Beaumont ↔ Creil | SNCF |                     |                                                                  | Désignation en 2027           | décembre 2028                          |
|                                    | (RER) · (D)                                                   | Creil ↔ Corbeil-Essonnes / Melun Juvisy ↔ Malesherbes / Melun                                                                                          | SNCF                |                                                                  | Désignation en 2031           | décembre 2032                          |
|                                    | (RER) · (C)                                                   | Pontoise / Saint-Quentin-en-Yvelines - Montigny-le-Bretonneux / Versailles-Chantiers ↔ Dourdan - La Forêt / Massy - Palaiseau / Saint-Martin-d'Étampes | SNCF                |                                                                  | Désignation en 2032           | décembre 2033                          |
|                                    | (RER) · (A)                                                   | Cergy-le-Haut / Poissy / Saint-Germain-en-Laye ↔ Boissy-Saint-Léger / Marne-la-Vallée - Chessy                                                         | RATP et SNCF        |                                                                  | Horizon 2040                  |                                        |
|                                    | (RER) · (B)                                                   | Aéroport Charles-de-Gaulle 2 TGV / Mitry - Claye ↔ Robinson / Saint-Rémy-lès-Chevreuse                                                                 | RATP et SNCF        |                                                                  | Horizon 2040                  |                                        |

### Tramway
La ligne T9 inaugurée le 10 avril 2021 est la première ligne du réseau de tramway d'Île-de-France à ne pas être confiée « d'office » à la RATP ou à la SNCF depuis leur création,,. Le contrat d'exploitation et de maintenance (lot n°22) fait l'objet d'un appel d'offres public conduit par Île-de-France Mobilités. D'une durée de 66 mois (5 ans et demi), il est remporté le 14 juin 2019 par Keolis et confirmé par le conseil d'administration d'IDFM le 2 juillet 2019,.
La ligne T10 inaugurée le 26 juin 2023 est traitée selon le même principe, l'opérateur est désigné par appel d'offres pour une durée de huit ans ; le 11 octobre 2021, c'est RATP Cap Île-de-France qui remporte le contrat du lot n°37 où est intégrée la ligne T10.
De leur mise en service jusqu'à la bascule vers les opérateurs désignés par appel d'offres, les lignes de tram-trains T11, T12 et T13 sont exploitées par SNCF Voyageurs dans le cadre du contrat historique liant Île-de-France Mobilités et SNCF Voyageurs pour les années 2020 à 2025. SNCF Voyageurs a ensuite confié la partie opérationnelle de l'exploitation et de la maintenance à des filiales ad hoc Transkeo créées avec Keolis.
Le 18 juin 2024, Île-de-France Mobilités a désigné RATP Cap Île-de-France comme l'exploitant des lignes T12 et T13 à compter de décembre 2025.
Selon le calendrier prévisionnel, l'ouverture à la concurrence des lignes de tramway est prévue ainsi :
| Ligne      | Zone desservie                                                               | Exploitant originel                                                      | Exploitant final                                                | Date d'attribution du contrat | Date de démarrage et durée du contrat |
| ---------- | ---------------------------------------------------------------------------- | ------------------------------------------------------------------------ | --------------------------------------------------------------- | ----------------------------- | ------------------------------------- |
| (T) · (1)  | Asnières-Quatre Routes ↔ Gare de Noisy-le-Sec                                | RATP                                                                     |                                                                 | Horizon 2030                  |                                       |
| (T) · (2)  | Pont de Bezons ↔ Porte de Versailles                                         | RATP                                                                     |                                                                 | Horizon 2030                  |                                       |
| (T) · (3a) | Pont du Garigliano ↔ Porte de Vincennes                                      | RATP                                                                     |                                                                 | Horizon 2030                  |                                       |
| (T) · (3b) | Porte de Vincennes ↔ Porte Dauphine                                          | RATP                                                                     |                                                                 | Horizon 2030                  |                                       |
| (T) · (5)  | Marché de Saint-Denis ↔ Garges-Sarcelles                                     | RATP                                                                     |                                                                 | Horizon 2030                  |                                       |
| (T) · (6)  | Châtillon – Montrouge ↔ Viroflay-Rive-Droite                                 | RATP                                                                     |                                                                 | Horizon 2030                  |                                       |
| (T) · (7)  | Villejuif – Louis Aragon ↔ Porte de l'Essonne                                | RATP                                                                     |                                                                 | Horizon 2030                  |                                       |
| (T) · (8)  | Saint-Denis – Porte de Paris ↔ Villetaneuse – Université / Épinay – Orgemont | RATP                                                                     |                                                                 | Horizon 2030                  |                                       |
| (T) · (9)  | Porte de Choisy ↔ Orly – Gaston Viens                                        | 1er exploitant : DSP 22 Keolis, via sa filiale Keolis Ouest Val-de-Marne | Keolis (DSP 47)                                                 | juillet 2025                  | 1er aout 2026 (7 ans)                 |
| (T) · (10) | Antony – La Croix de Berny ↔ Clamart – Jardin Parisien                       | 1er exploitant                                                           | RATP Cap Île-de-France, via sa filiale RATP Cap Bièvre (DSP 37) | 11 octobre 2021               | 1er juillet 2022 (8 ans)              |

### Transports par câble
| Ligne                     | Zone desservie                                                  | Exploitant originel | Exploitant final             | Date d'attribution du contrat | Date de démarrage et durée du contrat |
| ------------------------- | --------------------------------------------------------------- | ------------------- | ---------------------------- | ----------------------------- | ------------------------------------- |
| (C) · (1)                 | Créteil – Pointe du Lac ↔ Villeneuve-Saint-Georges – Villa Nova | 1er exploitant      | Transdev Coteaux de la Marne | 7 décembre 2022               | Dès 2025                              |
| Funiculaire de Montmartre | Station basse ↔ Station haute                                   | RATP                |                              | Aucun horizon communiqué      |                                       |

## Contestations
Cette ouverture à la concurrence des transports en commun en Île-de-France a suscité diverses contestations qui portent dorénavant uniquement sur la mise en concurrence des bus, dont la date est la plus proche.

### RATP
Le président de la RATP se doit de rester neutre. Cependant, Catherine Guillouard, prédécesseur de Jean Castex comme PDG de la RATP, s'inquiétait déjà de la situation en avertissant Valérie Pécresse, présidente de la région, du lien entre le manque de conducteurs et l'ouverture à la concurrence, qui entraîne une dégradation de la qualité du transport. Jean Castex demande la création d’un observatoire de l’ouverture à la concurrence qui a pour but de juger de l'utilité de cette réforme.

### Mouvements sociaux et élus politiques
Certains mouvements sociaux ont vu le jour ; ce fut le cas pendant quelques semaines dans les réseaux de bus de Transdev en Seine-et-Marne, en mai 2022 pour protester contre l'ouverture à la concurrence des réseaux.
Les élus communistes sont les premiers à se préoccuper de la mise en concurrence des bus du réseau de la RATP en 2024, qu'ils jugent trop prématurée. Stéphane Peu, député communiste, juge cette ouverture totalement irresponsable à l'approche des Jeux olympiques et paralympiques de 2024 avec la pression des transports en commun à cette période. Le député a déposé en mai 2023 une proposition de loi pour reporter à 2028 la mise en concurrence des bus ; cependant, la majorité présidentielle a finalement tranché pour deux ans de moins.
La maire de Paris Anne Hidalgo, alertée de la situation par le président de la RATP Jean Castex en 2022 s'opposera, elle aussi, à cette concurrence pour des raisons similaires.
Une grève générale a été mise en place par les chauffeurs du réseau de bus Cergy-Pontoise Confluence depuis le 7 novembre 2024 impactant toute l'agglomération de Cergy-Pontoise ainsi que les villes voisines. Les grévistes revendiqueraient des meilleurs conditions de travail qui se sont dégradés depuis la fin de la reprise de la Stivo par le nouveau gérant,.